# The Catch (serie de televisión)
The Catch es una serie de televisión estadounidense transmitida por la cadena ABC desde el 24 de marzo de 2016.
ABC terminó cancelando la serie el 11 de mayo de 2017 después de 2 temporadas .

## Argumento
La serie sigue a Alice Vaughan (Enos), una investigadora privada de Los Ángeles, que es víctima de fraude por parte de su prometido. Ella está decidida a encontrarlo mientras trabaja en otros casos, antes de que arruine su carrera.

## Elenco
- Mireille Enos como Alice Vaughan.[3][4][5]
- Peter Krause como Benjamin Jones.
- Sonya Walger como Margot Bishop.
- Jacky Ido como Jules Dao, agente especial del FBI.
- Rose Rollins como Valerie Anderson.
- John Simm como Rhys Spencer Griffiths.
- Alimi Ballard como Reginald Lennox III.
- Jay Hayden como Danny Yoon.
- Elvy Yost como Sophie Novak.